# Tommy Smith (ur. 1992)
Thomas George „Tommy” Smith (ur. 14 kwietnia 1992 w Warrington) – angielski piłkarz występujący na pozycji obrońcy w angielskim zespole Stoke City. Wychowanek zespołu Manchester City.